# Borut Usenik
Borut Usenik, slovenski veteran vojne za Slovenijo, * ?.
V letih 1990–91 je bil namestnik načelnika MSNZ za Dolenjsko in Belo Krajino.

## Odlikovanja in nagrade
Leta 2001 je prejel častni znak svobode Republike Slovenije z naslednjo utemeljitvijo: »ob deseti obletnici osamosvojitve za zasluge pri obrambi svobode in uveljavljanju suverenosti Republike Slovenije«.